# Loudounite
La loudounite è un minerale.